# Nixon Kiprotich
Nixon Kiprotich (ur. 4 grudnia 1962 w hrabstwie Baringo) – kenijski lekkoatleta średniodystansowiec, wicemistrz olimpijski z Barcelony.
Startował na igrzyskach olimpijskich w 1988 w Seulu, gdzie zajął 8. miejsce w finale biegu na 800 metrów. Był trzeci na tym dystansie w Pucharze Świata w 1989 w Barcelonie. Na mistrzostwach Afryki w tym samym roku w Lagos zwyciężył w biegu na 800 metrów, a w biegu na 1500 metrów zajął 3. miejsce. Podczas igrzysk Wspólnoty Narodów w 1990 w Auckland zdobył srebrny medal w biegu na 800 metrów.
Na igrzyskach olimpijskich w 1992 w Barcelonie wywalczył srebrny medal w biegu na 800 metrów za swoim rodakiem Williamem Tanui.
Był mistrzem Kenii w biegu na 800 metrów w 1987.

## Rekordy życiowe
- bieg na 800 metrów – 1:43,32 (6 września 1992, Rieti)
- bieg na 1000 metrów – 2:18,63 (2 lipca 1993, Villeneuve-d’Ascq)
- bieg na 1500 metrów – 3:39,06 (12 lipca 1994, Sztokholm)